# Kateřina Říhová
Kateřina Říhová (* 26. října 1987 České Budějovice) je česká moderátorka. Od roku 2012 působí na rádiu Evropa 2 a od roku 2017 na TV Nova, kde pracuje jako moderátorka počasí. Od roku 2017 do 2018 působila také v pořadu Snídaně s Novou. Moderuje v pořadu Ranní show Evropy 2 s Leošem Marešem a Patrikem Hezuckým.
Vystudovala Karlovu Univerzitu, obor Mediální studia. V dětství zpívala v muzikálech.[zdroj?] V roce 2018 zpívala českou státní hymnu na fotbalovém stadionu v Olomouci při mezinárodním utkání se Španělskem.

## Hudební tvorba

### Chronologie písní
| Píseň   | Rok vydání |
| ------- | ---------- |
| NAPOŘÁD | 2019       |